# Морфологія (мовознавство)
Морфоло́гія (від дав.-гр. μορφή — «форма» + λογία — «слово», «вчення»), словосклад — розділ граматики, в якому вивчають явища, що характеризують граматичну природу слова як граматичної одиниці мови. Це вчення про будову та граматичні класи слів (частини мови), граматичні категорії і систему словозміни їх. Основною одиницею морфології є слово, але в аспекті граматичної будови, особливостей змінювання і творення, вираження властивих слову граматичних значень.
Поняття «морфологія» лінгвісти трактують по-різному. Відповідно до однієї з найвідоміших концепцій морфологія поширюється на структуру граматичних одиниць, що не виходять за межі слова, на відміну від синтаксису. Традиційний поділ граматики на морфологію і синтаксис деякі мовознавці заперечують. Зокрема, Фердинанд де Соссюр вважає, що з лінгвістичного погляду морфологія позбавлена свого реального об'єкта вивчення і не може становити відмінної від синтаксису дисципліни. Існує також надто широке розуміння морфології, за яким вона є наукою про форми, які стосуються не тільки внутрішньо слів, засобів вираження у їх зовнішньому вияві, а й будь-яких елементів, зокрема позаслівних засобів типу порядку слів, інтонації, службових слів. У зв'язку з цим ряд дослідників пропонує розрізняти флективну морфологію і нефлективну (синтаксичну, аналітичну).

## Історія
Морфологія як розділ описової граматики почала формуватися у надрах античної мовознавчої традиції. Було сформульовано основи традиційні класифікації частин мови і граматичних категорій, протиставлення «субстанції» (вихідної форми слова) і «акциденції» (парадигми слова), явищ аналогії. В епоху Відродження з'являється система понять, що стосуються структури слова (корінь, афікс, суфікс).
Термін «морфологія» пов'язують з іменем Й. В. Гете, який називав ним розділ біології про форми живих організмів. У 19 ст. цей термін поширюється і в мовознавстві на означення тієї галузі науки про мову, яка вивчає форми слова. У лінгвістичному значенні його вперше ввів Август Шлейхер.

## Завдання морфології
Морфологія як наука передбачає розв'язання таких завдань:
- визначення принципів розчленування лексем на словоформи та об'єднання словоформ у лексеми;
- з'ясування частини семантики слова як морфологічної (граматичне значення);
- обґрунтування переліку морфологічних категорій та їх природи;
- опис сукупності формальних засобів, закріплених за відповідними частинами мови та їхніми морфологічними категоріями[3].

## Предмет та об'єкт морфології
Морфологія як розділ граматики досліджує слово як носія граматичних значень. Вона вивчає внутрішню структуру слова, морфеми, їхні функції, а також категорії слова (рід, число, відмінок, час тощо). Морфологічний аналіз дозволяє виявити закономірності словотворення та словозміни, що є важливим для розуміння граматичної системи мови. На відміну від лексикології, яка зосереджується на семантиці слова, морфологія аналізує його формальні характеристики.

## Морфологічні одиниці
Підставою для виділення морфології як окремого розділу граматики є членованість слова на менші одиниці — морфеми. Слова тоді передбачають подвійне членування, яке полягає у тому, що означуване слово членується на менші означувані, а його означальне — на менші означальні, до того ж компоненти внутрішнього (змістового) плану співвідносяться з компонентами зовнішнього (звукового) плану. Морфологія стосується вираження значень не коренями, а афіксами, що відрізняє її від лексикології.
Поділ граматики на морфологію і синтаксис закономірний для мов (до них належить і українська мова) з протиставленням двох морфологічних одиниць — слова і морфеми. У граматичній системі слово є максимальною та основною морфологічно значеннєвою одиницею (одиницею-конструкцією, оскільки складається з менших одиниць-морфем), а морфема — мінімальною. Оскільки морфологічна система перетинається з синтаксичною, то слово є з'єднувальною ланкою між ними, функціонуючи як максимальна та основна одиниця в морфології і як мінімальна одиниця у синтаксисі.

## Морфологічні категорії і значення
У слові відбито морфемну структуру і морфологічні категорії конкретної мови. Граматичне значення слова, передаване службовими елементами, є абстрактним, не залежним безпосередньо від його конкретного лексичного значення. Наприклад, у слові біг («вид руху») наявні такі граматичні значення, як належність до розряду іменника, до чоловічого роду однини, називного відмінка.
Класифікацію типів морфологічних значень слів проводять на основі їх відношення до відображення позамовної дійсності, синтаксичної системи, словозміни, словотвору тощо. Значення, що відображають дійсність, кваліфікують як номінативні, а спрямовані у внутрішню синтаксичну структуру мови — як синтаксичні (релятивні). Внутрішньоморфологічна класифікація значень ґрунтується на широкому розумінні морфології як такої системи, що складається з власне морфології і словотвірної морфології, і відповідно до характеру службових морфем (афіксів) охоплює словозмінні (власне граматичні, грамеми, флективні) та словотвірні (дериваційні, дериватеми, класифікаційні) значення.
Словозмінні і словотвірні значення зумовлюють поділ морфології на дві взаємопов'язані частини — граматичну морфологію (словозміну, парадигматику) і лексичну морфологію (словотвір). Нерідко до власне морфології зараховують тільки словозміну, яка спирається на регулярне творення форм слова.
Морфологічні категорії здебільшого класифікують за кількістю грамем (значень), що утворюють категорію, і за характером відношень між ними. Мінімальним виявом морфологічної категорії у сучасній українській мові виступають дві грамеми (категорія числа), а максимальним — сім грамем (категорія відмінка). Грамемам кожної категорії властива однорідність граматичного значення. Зокрема, категорію часу дієслова формують значення теперішній, минулий і майбутній часи. Морфологічні категорії мають зовнішний (афіксальний) засіб вираження граматичного значення, що уможливлює граматичну видозміну слова.
Конкретну форму слова називають словоформою, а слово як сукупність і репрезентант словоформ, об'єднаних тотожним лексичним значенням і розрізнених тільки у граматичному плані за допомогою службових елементів, кваліфікують як лексему. Відповідно до причетності/непричетності морфологічних форм слів до синтаксичної сфери мови їх поділяють на синтаксичні й несинтаксичні.
Синтаксичні форми вказують на відношення залежності (наприклад, прикметникові форми відмінка, числа і роду вказують на підпорядкування прикметника опорному ім.) або взаємозалежності (наприклад, зв'язок координації між підметом і присудком, де головні члени речення взаємно підпорядковують один одного) у синтаксичних одиницях-конструкціях — реченні і словосполученні. Несинтаксичні ж форми не функціонують у межах того самого речення або словосполучення як показники синтакс. зв'язку між їхніми компонентами (наприклад, відношення між формами не-док. і док. в. дієслова).

## Розділи морфології

### Морфологія загальна і морфологія окремих мов
За обсягом об'єкта вивчення розрізняють загальну (теоретичну) морфологію і морфологію окремих мов. У загальній морфології вивчають сукупність морфологічних засобів вираження граматичного значення, застосовуваних у мовах світу, типи морфологічних одиниць і категорій та їхніх взаємовідношень.
Є два методи дослідження відношень між морфологічними одиницями і категоріями: формально-семантичний (сукупний) і роздільний, орієнтований на вивчення відносно автономних елементів значення і форми. Важливим завданням загального мовознавства є також визначення морфологічних універсалій (явищ, властивих усім мовам) та фреквенталій (явищ, властивих багатьом мовам), тенденцій розвитку і функціонування морфол. структури слова.
Морфологія окремих мов вивчають особливості морфем, структури слова, ієрархії морфологічних категорій і подібне.
Специфіку морфології сучасної української мови становлять:
- характер співвідношення словозміни і класифікації морфологічних категорій,
- концентрація граматичних значень і форм навколо іменників і дієслів як центральних частин мови,
- посилення взаємодії між аполітизмом і синтетизмом у граматичній структурі.

### Синхронна і діахронна морфологія
Морфологія може ґрунтуватися на діахронічному або синхронічному аналізі мови. Пов'язана з діахронічним підходом історична морфологія вивчає історичний розвиток структури слова, зміни значень і форми морфем, аналогійні процеси, відмирання старих і виникнення нових морфологічних категорій, кількісні видозміни грамем і відношень між ними.
Описова морфологія, що ґрунтується на синхронічному підході, досліджує морфологічну будову мови в певний момент її розвитку як системи одночасно існуючих взаємопов'язаних і взаємозумовлених одиниць та категорій. Застосування порівняльного методу перетворює історичну морфологію на порівняльно-історичну (історичну морфологію споріднених мов), а описову морфологію — на зіставну морфологію (описову морфологію споріднених і неспоріднених мов).
Синхронічний аспект дає змогу вивчати не тільки сучасний стан морфологічної будови мови, а й окремі періоди в її історії, що характеризуються відносною стабільністю і відмінністю від інших періодів.

### Функціональна морфологія
У 2-й пол. хх ст. набуло поширення вивчення граматичних явищ з погляду їхньої функціональної спеціалізації. Центральним для функціонального граматичного напряму є поняття функцій мови і граматичних одиниць. Функціональна морфологія вивчає функції морфологічних одиниць і категорій, первинні та вторинні функції морфологічних форм.

### Формальна морфеміка та морфонологія
Внутрішній поділ морфології здійснюють також за суто формальними показниками. Зокрема, виділяють формальну морфеміку — морфемну будову мови і форм, закономірності поєднання морфем у слово, а також спеціальний розділ морфології, що вивчає формальні типи і структуру морфем. Це одна з центральних ланок морфологічної проблематики, яку у вузькоформальному розумінні вважають єдиною ділянкою морфології.
Інше спрямування має морфонологія — розділ морфології, об'єктом вивчення якого є фонемний склад морфем різних типів і форм, перетворення їх та об'єднання у морфемні комплекси.

### Семантична морфологія
У 1930-х роках вчені Празького лінгвістичного гуртка зосередили увагу на вивченні семантичного змісту морфологічних категорій, що збагатило теоретичну морфологію фундаментальними здобутками. Щоправда, семантичний принцип до вивчення граматичної будови вперше застосував О. Потебня ще наприкінці 19 ст. Пов'язуючи розвиток граматичної будови з розвитком людського мислення, він обґрунтував теоретичне положення про те, що «форма є значення». О. Потебня передусім увів у науку своє розуміння мовної категоріальності, категоризації думки в мові. Висвітлення граматичної категоризації у вченого тісно пов'язане з системністю мови і особливо з осмисленням мови та мовлення. Традиційній інтеграції граматичних значень, об'єднуваних звуковою формою, О. Потебня протиставляє семантико-функціональне категоріальне членування.
Для української граматичної традиції характерна постійна увага до форми і семантики морфологічних одиниць і категорій.

## Ключові терміни
- Граматична форма
- Граматична категорія
- Граматичне значення
- Частини мови